# Paul E. Meehl
Paul Everett Meehl (3 de janeiro de 1920 - 14 de fevereiro de 2003) foi um psicólogo clínico americano, Professor de Psicologia Hathaway e Regents' na Universidade de Minnesota e ex-presidente da American Psychological Association.   Uma pesquisa da Review of General Psychology, publicada em 2002, classificou Meehl como o 74º psicólogo mais citado do século 20, em empate com Eleanor J. Gibson.  Ao longo de sua carreira de quase 60 anos, Meehl fez contribuições seminais para a psicologia, incluindo estudos empíricos e relatos teóricos de validade de construto, etiologia da esquizofrenia, avaliação psicológica, previsão comportamental e filosofia da ciência.

## Biografia

### Infância
Paul Meehl nasceu em 3 de janeiro de 1920, em Minneapolis, Minnesota, filho de Otto e Blanche Swedal. O nome de sua família, "Meehl", era de seu padrasto.  Quando ele tinha 16 anos, sua mãe morreu em conseqüência de cuidados médicos precários, o que, de acordo com Meehl, afetou muito sua fé na perícia dos médicos e na precisão dos diagnósticos médicos.  Após a morte de sua mãe, Meehl viveu brevemente com seu padrasto e, em seguida, com uma família do bairro por um ano para que pudesse terminar o ensino médio. Ele então morou com seus avós maternos, que moravam perto da Universidade de Minnesota.

### Formação e carreira acadêmica
Meehl começou como estudante de graduação na Universidade de Minnesota em março de 1938.  Ele obteve seu diploma de bacharel em 1941  com Donald G. Paterson como seu orientador, e obteve seu doutorado em psicologia em Minnesota sob Starke R. Hathaway em 1945. A coorte de estudantes de pós -graduação de Meehl na época incluía Marian Breland Bailey, William K. Estes, Norman Guttman, William Schofield e Kenneth MacCorquodale.  Ao fazer o doutorado, Meehl imediatamente aceitou um cargo de professor na universidade, que ocupou ao longo de sua carreira. Além disso, ele teve compromissos em psicologia, direito, psiquiatria, neurologia, filosofia e atuou como membro do Minnesota Center for Philosophy of Science, fundado por Herbert Feigl, Meehl e Wilfrid Sellars. 
Meehl ascendeu rapidamente a posições acadêmicas de destaque. Ele foi presidente do Departamento de Psicologia da Universidade de Minnesota aos 31 anos, presidente da Midwestern Psychological Association aos 34 anos, ganhador do Prêmio da American Psychological Association por Distinguished Scientific Contributions to Psychology aos 38 anos e presidente dessa associação aos 38 anos. 42. Ele foi promovido a professor de Regentes, o mais alto cargo acadêmico da Universidade de Minnesota, em 1968. Ele recebeu o Prêmio de Colaborador Distinto Bruno Klopfer em avaliação de personalidade em 1979, e foi eleito para a Academia Nacional de Ciências em 1987. 

## Filosofia da ciência
Meehl fundou, junto com Herbert Feigl e Wilfrid Sellars, o Minnesota Center for the Philosophy of Science, e foi uma figura importante na filosofia da ciência aplicada à psicologia.  No início de sua carreira, Meehl foi um proponente do Falsificacionismo de Karl Popper, e mais tarde alterou suas visões como neopopperiano. 
Depois que The Logic of Scientific Discovery de Karl Popper foi publicado em inglês em 1959, Meehl se considerou um "popperiano" por um curto período, mais tarde como "um eclético filosófico 'neo-popperiano'",  ainda usando a abordagem popperiana de conjecturas e refutações,   mas sem endossar toda a filosofia de Popper.  Meehl foi um crítico estridente do uso de testes estatísticos de hipótese nula para a avaliação da teoria científica. Ele acreditava que o teste de hipótese nula era parcialmente responsável pela falta de progresso em muitas das áreas "cientificamente suaves " da psicologia (por exemplo, clínica, aconselhamento, social, personalidade e comunidade).  

## Inventário Multifásico de Personalidade de Minnesota
Meehl foi considerado uma autoridade no desenvolvimento de avaliações psicológicas usando o Minnesota Multiphasic Personality Inventory (MMPI).   Embora Meehl não tenha desenvolvido diretamente os itens originais do MMPI (ele estava no último ano do ensino médio quando Hathaway e McKinley criaram o conjunto de itens), ele contribuiu amplamente para a literatura sobre a interpretação de padrões de respostas às perguntas do MMPI.   Em particular, Meehl argumentou que o MMPI poderia ser usado para entender perfis de personalidade sistematicamente associados a resultados clínicos, algo que ele chamou de abordagem estatística (versus "clínica") para prever o comportamento.  

## Previsão clínica versus previsão estatística

### Proposta de Meehl
O livro de Meehl de 1954, Predição Clínica vs. estatística: uma análise teórica e uma revisão das evidências, analisou a afirmação de que os métodos mecânicos (ou seja, formais, algorítmicos, atuariais) de combinação de dados superariam os métodos clínicos (ou seja, subjetivos, informais) para prever o comportamento.  Meehl argumentou que os métodos mecânicos de predição, quando usados corretamente, tomam decisões mais eficientes e confiáveis sobre o prognóstico e o tratamento do paciente. Suas conclusões foram controversas e há muito conflitam com o consenso predominante sobre a tomada de decisão psiquiátrica. 
Historicamente, os profissionais de saúde mental geralmente tomam decisões com base em seu julgamento clínico profissional (ou seja, combinando informações clínicas "em sua cabeça" e chegando a uma previsão sobre um paciente).  Meehl teorizou que os médicos cometeriam mais erros do que uma ferramenta mecânica de previsão criada para combinar dados clínicos e chegar a previsões.  Na sua opinião, as abordagens de previsão mecânica não precisam excluir nenhum tipo de dados da combinação e podem incorporar impressões clínicas codificadas. Uma vez que as informações clínicas são quantificadas, as abordagens mecânicas propostas por Meehl fariam previsões 100% confiáveis para exatamente os mesmos dados todas as vezes. A previsão clínica, por outro lado, não forneceria essa garantia. 

### Pesquisas posteriores comparando predição clínica versus mecânica
Meta-análises comparando a eficiência de predição clínica e mecânica apoiaram a conclusão de Meehl (1954) de que os métodos mecânicos superam os métodos clínicos.   Em resposta às objeções, Meehl continuou a defender a previsão algorítmica ao longo de sua carreira e propôs que os médicos raramente deveriam se desviar das conclusões derivadas mecanicamente.  Para ilustrar isso, Meehl descreveu um cenário de "perna quebrada" em que a previsão mecânica indicava que um indivíduo tem 90% de chance de ir ao cinema. No entanto, o "clínico" está ciente de que o indivíduo quebrou recentemente a perna, e isso não foi levado em consideração na previsão mecânica. Portanto, o clínico pode concluir com segurança que a previsão mecânica será incorreta. A perna quebrada é uma evidência objetiva determinada com alta precisão e altamente relacionada a ficar em casa longe do cinema. Meehl argumentou, no entanto, que os profissionais de saúde mental raramente têm acesso a informações compensatórias claras como uma perna quebrada e, portanto, raramente ou nunca podem ignorar as previsões mecânicas válidas.

## Esquizofrenia
Meehl foi eleito presidente da American Psychological Association em 1962. Em seu discurso na convenção anual, ele apresentou sua teoria abrangente sobre as causas genéticas da esquizofrenia.  Isso entrava em conflito com a noção predominante de que a esquizofrenia era principalmente o resultado do ambiente de criação de uma pessoa na infância.  Meehl argumentou que a esquizofrenia deve ser considerada um distúrbio neurológico de base genética que se manifesta por meio de interações complexas com fatores pessoais e ambientais. Seu raciocínio foi moldado pelos escritos do psicanalista Sandor Rado, bem como pelas descobertas da genética comportamental da época. Ele propôs que a teoria psicodinâmica existente sobre a esquizofrenia poderia ser significativamente integrada em sua estrutura neurobiológica para o transtorno. 